# Courbeveille
Courbeveille är en kommun i departementet Mayenne i regionen Pays de la Loire i nordvästra Frankrike. Kommunen ligger i kantonen Saint-Berthevin som tillhör arrondissementet Laval. År 2022 hade Courbeveille 633 invånare.

## Befolkningsutveckling
Antalet invånare i kommunen Courbeveille
| Referens: INSEE |